# ینس آلبینوس
ینس آلبینوس (دانمارکی: Jens Albinus؛ زادهٔ ۱۹۶۵) بازیگر و کارگردان اهل دانمارک است.
از فیلم‌ها یا برنامه‌های تلویزیونی که وی در آن نقش داشته است، می‌توان به رقصنده در تاریکی، احمق‌ها، نیمفومانیاک، رئیس همه و نیمکت اشاره کرد.